# Taxithelium portoricense
Taxithelium portoricense är en bladmossart som beskrevs av Robert Statham Williams 1927. Taxithelium portoricense ingår i släktet Taxithelium och familjen Sematophyllaceae. Inga underarter finns listade i Catalogue of Life.